# اچ‌ام‌اس هیرو (اچ۹۹)
اچ‌ام‌اس هیرو (اچ۹۹) (به انگلیسی: HMS Hero (H99)) یک کشتی است که طول آن ۳۲۳ فوت (۹۸٫۵ متر) می‌باشد. این کشتی در سال ۱۹۳۶ ساخته شد.